# Bonnie Ramsey
Bonnie W. Ramsey ist eine Kinderärztin an der University of Washington School of Medicine. Sie ist Expertin und translationale Forscherin auf dem Gebiet der Mukoviszidose (im angloamerikanischen Sprachraum meist cystic fibrosis, CF, zystische Fibrose).

## Leben und Wirken
Ramsey erwarb 1972 an der Stanford University einen Bachelor und 1976 an der Harvard University einen M.D. als Abschluss des Medizinstudiums. Ihre Facharztausbildung erhielt sie zwischen 1977 und 1981 am Boston Children’s Hospital und am Seattle Children’s Hospital. Hier arbeitete sie von Anfang an in der klinischen Versorgung von Patienten mit Mukoviszidose und in der klinischen Forschung. Beispielsweise forschte sie zu Infektionen mit Pseudomonas aeruginosa bei CF-Patienten und war führend bei der Entwicklung der inhalativen Therapie mit dem Antibiotikum Tobramycin. Neuere Erfolge liegen in der Etablierung CFTR-Modulatoren als kausale Therapiemöglichkeit des Defekts des Cystic Fibrosis Transmembrane Conductance Regulator (CFTR), der der CF zugrunde liegt. Weitere Arbeiten Ramseys befassen sich mit medizinethischen Fragen der klinischen Forschung an Kindern. Heute (Stand 2024) ist sie Co-Direktorin (Associate Director) des Pediatric Clinical Research Center am Seattle Children’s Hospital. Außerdem hat sie eine Professur für Kinderheilkunde an der University of Washington inne und ist stellvertretende Leiterin der dortigen pädiatrischen Forschung.
Ramsey ist gewähltes Mitglied der Association of American Physicians. Seit 2015 ist sie Mitglied der National Academy of Medicine. Im selben Jahr erhielt sie (gemeinsam mit Francis Collins, Lap-Chee Tsui, Michael J. Welsh und Paul Negulescu) „für die Identifizierung von Gendefekten bei verheerenden Krankheiten und die Entwicklung zielgerichteter Therapien“ den Warren Alpert Foundation Prize. Für 2025 wurde ihr der John Howland Award der American Pediatric Society zugesprochen. Laut Datenbank Scopus hat Bonnie Ramsey einen h-Index von 77 (Stand Januar 2025).